# Ross-Lenkung
Die Ross-Lenkung ist ein Lenkgetriebe, das dem US-amerikanischen Erfinder David E. Ross, Gründer der „Ross Gear and Tool Company Inc.“, 1925 patentiert wurde. Sie arbeitet mit einem Schneckengetriebe. Die Schnecke sitzt am Ende der Lenksäule, das zugehörige Schneckenrad ist ein Kronenrad mit nur einem Zahn, dem Lenkfinger, der seitlich in die Schnecke eingreift.  Der Lenkfinger ist parallel zu deren Achse an der Lenkhebelwelle befestigt. Die Drehung des Lenkrades bzw. der Lenksäule wird  in eine Schwenkbewegung der Welle umgesetzt. An deren anderem Ende sitzt der Lenkstockhebel, der die Bewegung über das Lenkgestänge und die Spurstangen weiter an die Achsschenkel überträgt.
Ross stellte auch andere Lenkgetriebe her, darunter Fingerlenkungen mit zwei Lenkfingern und mit rollengelagertem Lenkfinger. Für eine Lenkung mit kugelgelagertem Lenkfinger erhielten Maurice und Georges Sizaire 1914 ein Patent.
Das 1923 für Reginald Bishop patentierte Lenkgetriebe ist der Ross-Lenkung ähnlich. Der starre Lenkfinger trägt hier eine wälzgelagerte Rolle. Wegen des größeren Durchmessers dieser Konstruktion ist die Steigung der Lenkschnecke größer und die Übersetzung lässt sich nicht so klein machen wie bei einer Ross-Lenkung.
Ab 1932 produzierte die Zahnradfabrik Friedrichshafen Lenkgetriebe nach Lizenzen von Ross Gear & Tool.
Die Ross-Lenkung ist günstig herzustellen und leicht und erschütterungsfrei zu handhaben. Sie hat wenig Spiel, einen selbsttätigen Rücklauf und kann leicht eingestellt werden. Die Konstruktion wurde zum Beispiel im bis 1967 gebauten VW Transporter T1 verwendet.